# Jaime Pradilla
Jaime Pradilla Gayán (Zaragoza; 3 de enero de 2001) es un jugador de baloncesto español, que actualmente milita en el Valencia Basket de la Liga Endesa. Con 2,05 metros de altura ocupa la posición de ala-pívot.

## Biografía
Es un pívot formado en las categorías inferiores del Tecnyconta Zaragoza, con apenas 16 años jugaría en el Grupo C de Liga EBA formando parte de la plantilla del Simply Olivar, equipo vinculado al Tecnyconta Zaragoza durante la temporada 2017-18.
Durante la temporada 2018-19 disputa los partidos con el vinculado de la Liga EBA y alterna entrenamientos y algunos minutos con la primera plantilla del Tecnyconta Zaragoza. 
El 29 de septiembre de 2018, Jaime debuta en la Liga Endesa frente al Saski Baskonia y se convierte en el segundo jugador nacido en el siglo XXI que disputa algún minuto en la máxima categoría del baloncesto español.El interior maño estuvo 10:22 minutos en pista, anotando 2 puntos, capturando 3 rebotes y repartiendo una asistencia.
En agosto de 2019, Jaime es cedido al Palencia Baloncesto de la LEB Oro para ganar experiencia y minutos como jugador.
En julio de 2020 ficha por el Valencia Basket de la Liga Endesa firmando un contrato de 4 años, con la finalidad de crecer como jugador. El 8 de marzo de 2024, se anuncia su renovación con el equipo de la capital del Turia por 3 años más, es decir, hasta 2027.

## Selección nacional
En noviembre de 2021, con 20 años, debutó con España en la fase de clasificación para el mundial del año 2023.
En septiembre de 2022, fue parte del combinado absoluto español que participó en el EuroBasket 2022,donde ganaron el oro, tras vencer en la final a la selección de Francia.
Entre julio y agosto de 2024 fue parte de la selección absoluta de España, que disputó los Juegos Olímpicos de París, finalizando en décima posición.